# Pajares-bázisalagút
A Pajares-bázisalagút egy épülő, normál nyomtávolságú 25 kV 50 Hz-cel villamosított vasúti alagút Spanyolországban Valladolid és Gijón között az AVE és a hahagyományos széles nyomtávolságú vonatok számára, de lehet majd használni teherszállításhoz is. Az alagútban fonódott vágányok (1 668 mm / 1 435 mm) lesznek. Az alagút a León–Asztúria nagysebességű vasútvonal és a León–Gijón-vasútvonal része.
Az építkezést lassította, hogy az érintett önkormányzatok nem tudták eldönteni, hogy a vonal milyen nyomtávolsággal épüljön ki.
A Pajares-bázisalagút 2003-as engedélyezését követően kezdődtek meg a munkálatok. Az építési folyamat során többszörös hátráltatást jelentettek a jelen lévő geológiai körülmények, különösen az alagutakba bejutó víz bőséges mennyisége. A többéves helyreállítási munkálatok és az egyedi mérnöki megoldások alkalmazása ellenére a beszivárgás problémája nehezen kezelhetőnek bizonyult, és kérdéses, hogy egyáltalán megvalósítható-e a villamosítása. Ennek eredményeképpen az alagút megnyitása több évet késik. Kezdetben úgy vélték, hogy az átmenő útvonal 2010-ben megnyílik. A 2023 januárjában bejelentett terv szerint az alagút várhatóan 2024-ben nyílik meg a személyforgalom előtt.